# Uniporodrilus granulothecus
Uniporodrilus granulothecus är en ringmaskart. Uniporodrilus granulothecus ingår i släktet Uniporodrilus och familjen glattmaskar. Inga underarter finns listade i Catalogue of Life.